# Iever en Eendracht (Menen)
Iever en Eendracht was een amateurtoneelgezelschap uit Menen dat in 1878 startte om met de opbrengsten van de opvoeringen de armen in de stad te steunen. 

## Geschiedenis

### De opstart
Op 6 januari 1878 gaf het gezelschap zijn eerste avond ten voordele van de armen in de Piuszaal, in de volksmond Pieszale. Deze zaal stond in de volksmond beter bekend als de zaal van de middenstand in de Ieperstraat in Menen, onder de naam 'De Vlaamsche Leeuw'. Het programma voor die eerste avond bevatte een geschiedkundig drama, een kluchtige alleenspraak met zang en begeleiding en een blijspel in één bedrijf om de avond luchtig te eindigen.
De eigenlijke stichting van de vereniging gebeurde op 24 februari 1878. Het doel van het gezelschap was te zorgen voor een vermakelijke avond en het Vlaams toneel te bevorderen. In artikel 13 van het oorspronkelijke reglement stond dat het de bedoeling was om een aandeel van de opbrengst aan te wenden voor liefdadigheid.
Het eerste bestuur van de vereniging, dat toen enkel uit mannen bestond, werd gekozen op 6 mei 1878. De eerste officiële toneeluitvoeringen vonden plaats op 24 en 25 februari 1879. De liefdadigheid bleef het grootste doel. Tijdens de voorstelling van 25 juli 1880 werd zelfs een geldomhaling ingelast.
Op 30 maart 1891 werd het vaandel van Iever en Eendracht gewijd. De vereniging vond dit nodig om kenbaarheid te geven aan haar gezelschap. Bij de voornaamste leden en sympathisanten werd daarvoor op de geldbeugel geklopt. Ze deden dit om naast het toneel hun plaats tussen de andere maatschappijen met de 'nodige weerderigheid' te vervullen. Het was eervol en prestigieus om lid te zijn van de vereniging. Niet veel later sloten de eerste dames zich aan bij de vereniging: Irma Louage en Marie Baston.

### Oorlog
In 1910 ontving Iever en Eendracht het predicaat van koninklijke maatschappij. De laatste bijzondere activiteit voor de oorlog was het herdenken van de 100ste verjaardag van de geboorte van Hendrik Conscience. 
Tijdens de Eerste Wereldoorlog werd er in de stad een ware ravage aangericht. Daardoor werd het voor het gezelschap moeilijk om voorstellingen te geven. In 1919 kon de vereniging opnieuw optreden in de schouwburg 'Help U Zelve' in samenwerking met stedelijke zusterverenigingen.

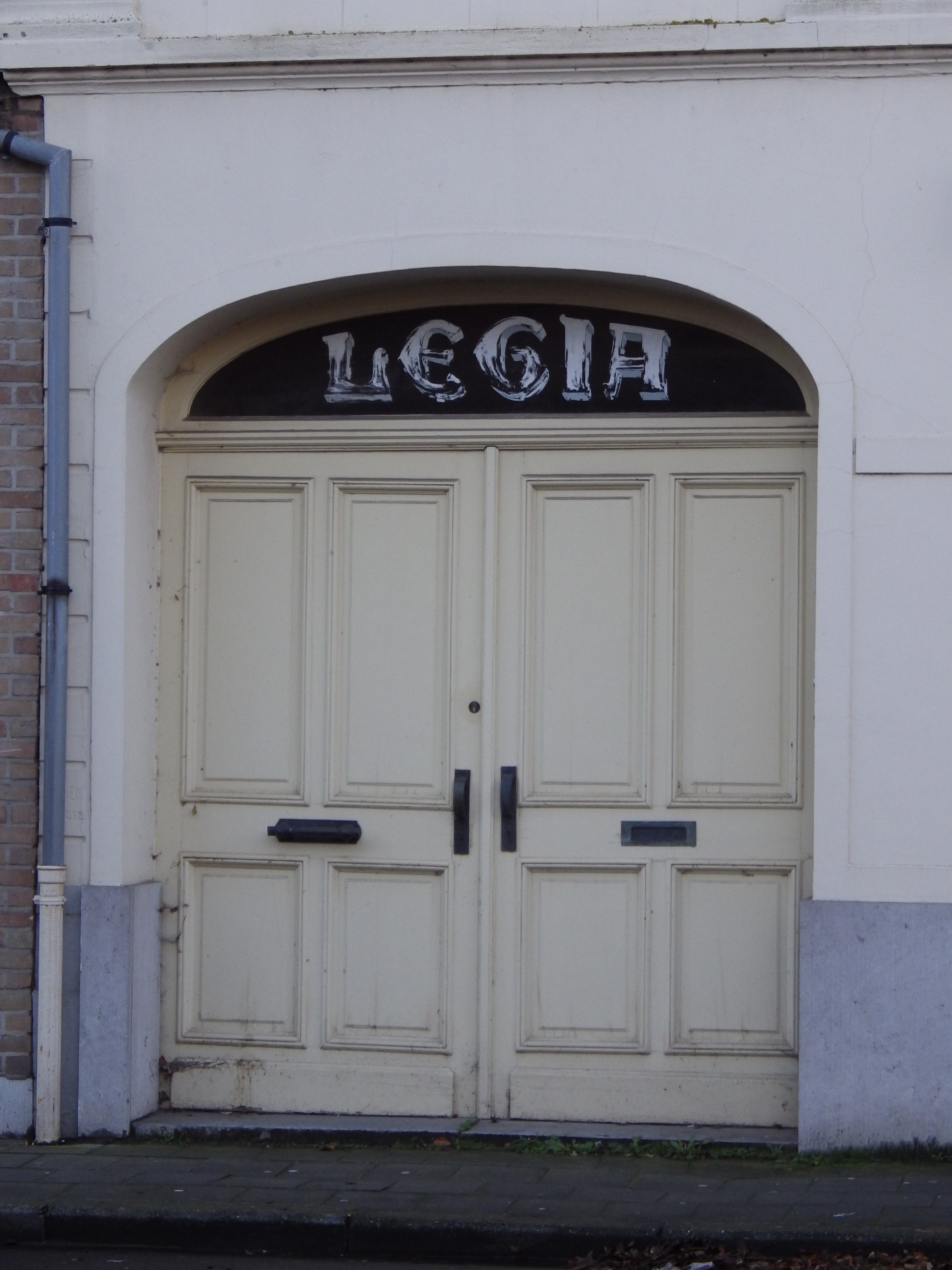
Huidige ingang zaal Legia

In mei 1920 trok Iever en Eendracht weer naar de Pieszale, maar niet voor lang. Toen in 1924 de Franstalige vereniging L'Echo de la Lys - Leiegalm het gezelschap uitnodigde om samen met haar de zetel van de maatschappij te vestigen in 'De Legia' verhuisde ze mee naar de Sint-Jansmolenstraat. Deze vereniging bracht toneel en operettes, maar uitsluitend in het Frans en ze leunde vooral aan bij de hogere burgerklasse. Iever en Eendracht was gegroeid uit de middenstand, die zijn lokaal hadden in 'De Vlaamsche Leeuw'. De verhuizing naar de Legia bracht voordelen mee. Leiegalm zorgde voor de zaal met licht en verwarming, betaalde de grimeur en het jaarlijks feestmaal, terwijl den Iever het bezit over eigen gelden en toebehoren bleef behouden. In ruil daarvoor besliste Leiegalm wel mee over de gekozen stukken.
In 1940 werd de Legia bezet maar op 26 oktober 1941 lukte het voorzitter Jozef Vanderbrugge om zijn manschappen zover te krijgen om weer op de planken te staan in zaal 'De Vlaamsche Leeuw', waar het allemaal begonnen was. Ondanks de moeilijke periode tijdens de oorlog hield de vereniging stand.  
Op 21 maart 1943 deed de vereniging voor de eerste maal mee aan de provinciale wedstrijd van het Algemeen Westvlaams Toneel (AWT) en met succes. Ze werden gerangschikt in tweede categorie. Het begin van succesvolle jaren in het theatergebeuren.

### Na de oorlog
Toen ze in 1946 terug hun intrek konden nemen in de Legia, behaalde Iever op 26 oktober met 'De Vreemdeling', de hoogste onderscheiding in een AWT-wedstrijd. In dat jaar startte de vereniging met zijn ledenblad 'De Schakel'.
Iever een Eendracht stond hoog aangeschreven en mocht op 24 april 1960 zelfs de gouwdag van het AWT organiseren.
In 1967 trad de vereniging aan in Ereafdeling, hoogste afdeling in amateurtheater en werden ze laureaat in de nationale Noordstarfondswedstrijd. Daarop volgde op 15 juni 1968 de proclamatie in het Kasteel van Laarne.
Dankzij de dynamische voorzitter François Janssens en onder de deskundige leiding van Maria Deleye als regisseur ging het steeds beter. In 1970 won zij, als eerste vrouwelijke regisseur, met het gezelschap het Landjuweel met het stuk Suiker van Hugo Claus. In 1975 werd de vereniging o, Brussel ontvangen door koning Boudewijn en koningin Fabiola.
Om de vereniging nog bekender te maken bij het publiek organiseerde ze in 1977 een tentoonstelling met een terugblik op een eeuw Iever en Eendracht. 
De vereniging kende toen woelige jaren en had nood aan meer leden en meer toeschouwers. In de jaren die volgden zou daar geen beterschap in komen. De vereniging zakte naar tweede categorie in 1981. 

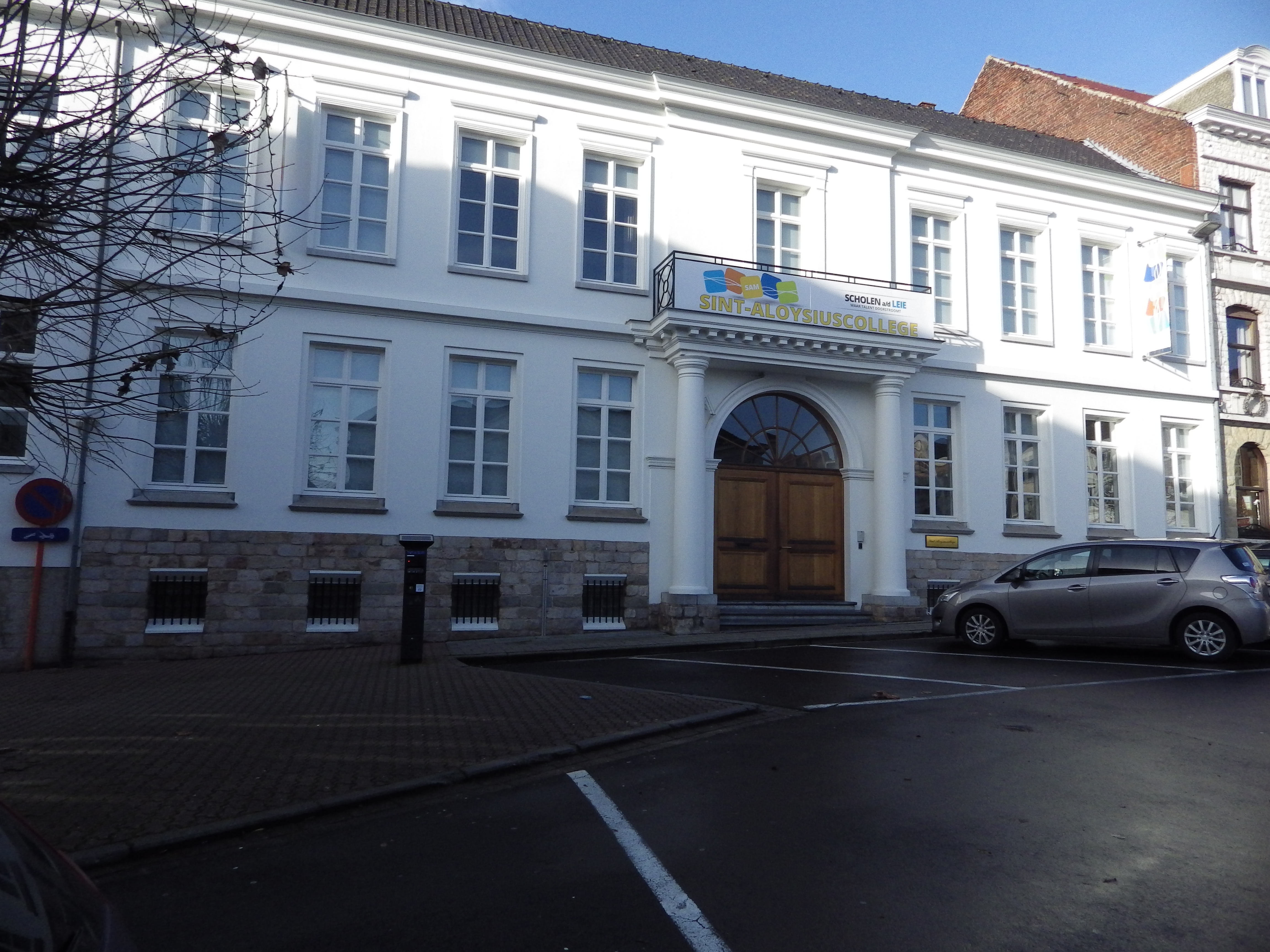
Ingang Sint-Aloysiuscollege Menen

Met de eerste vrouwelijke voorzitter, Agnes Matthys, verhuisde het gezelschap naar de zaal van het Sint-Aloysiuscollege op de Grote Markt van Menen. Dit bracht veel werk met zich mee voor de technische ploeg. Vanaf dan ging de vereniging ook meer op verplaatsing. Het werden moeilijke jaren, omdat het beroepstheater bereikbaarder werd. Waar Iever vroeger speelde ten behoeve van de armen, waren ze nu blij met de kleine en grote bijdragen van particulieren en met subsidies van de stad.

### 900 jaarMenen
In 1987 stortte Iever en Eendracht zich in het avontuur van 900 jaar Menen. Tot dan werkte het gezelschap met een vaste regisseur, maar voor het totaalspektakel 'Toen werd het Menens' was Jo Noreille regisseur. Dit was de aanzet om van dan af aan met verschillende regisseurs te werken.
In 1992 probeerde de vereniging extra jongeren aan te trekken. In het college was er elk jaar een voorstelling voor en door jongeren. De bedoeling was om die jongeren aan te trekken en Patrick Deleu kreeg de regie in handen van 'De Blinde Vlek', de eerste productie met enkel jongeren. Patrick was toen student aan het koninklijk conservatorium in Brussel. Vanaf dan werd er regelmatig een productie opgevoerd door jongeren. In datzelfde jaar namen ze voor de eerste keer deel aan het interprovinciaal eenakterfestival. Een festival dat in het leven werd geroepen om de culturele banden tussen de provincies West-Vlaanderen, Oost-Vlaanderen en Zeeland te smeden. Er werden telkens twee groepen per provincie geselecteerd. 
In 2008 kwam er een einde aan het verhaal van Iever en Eendracht, die samensmolt met de andere toneelvereniging in Menen, Deugd en Vermaak, tot Compagnie Tabloo.

## Galerij

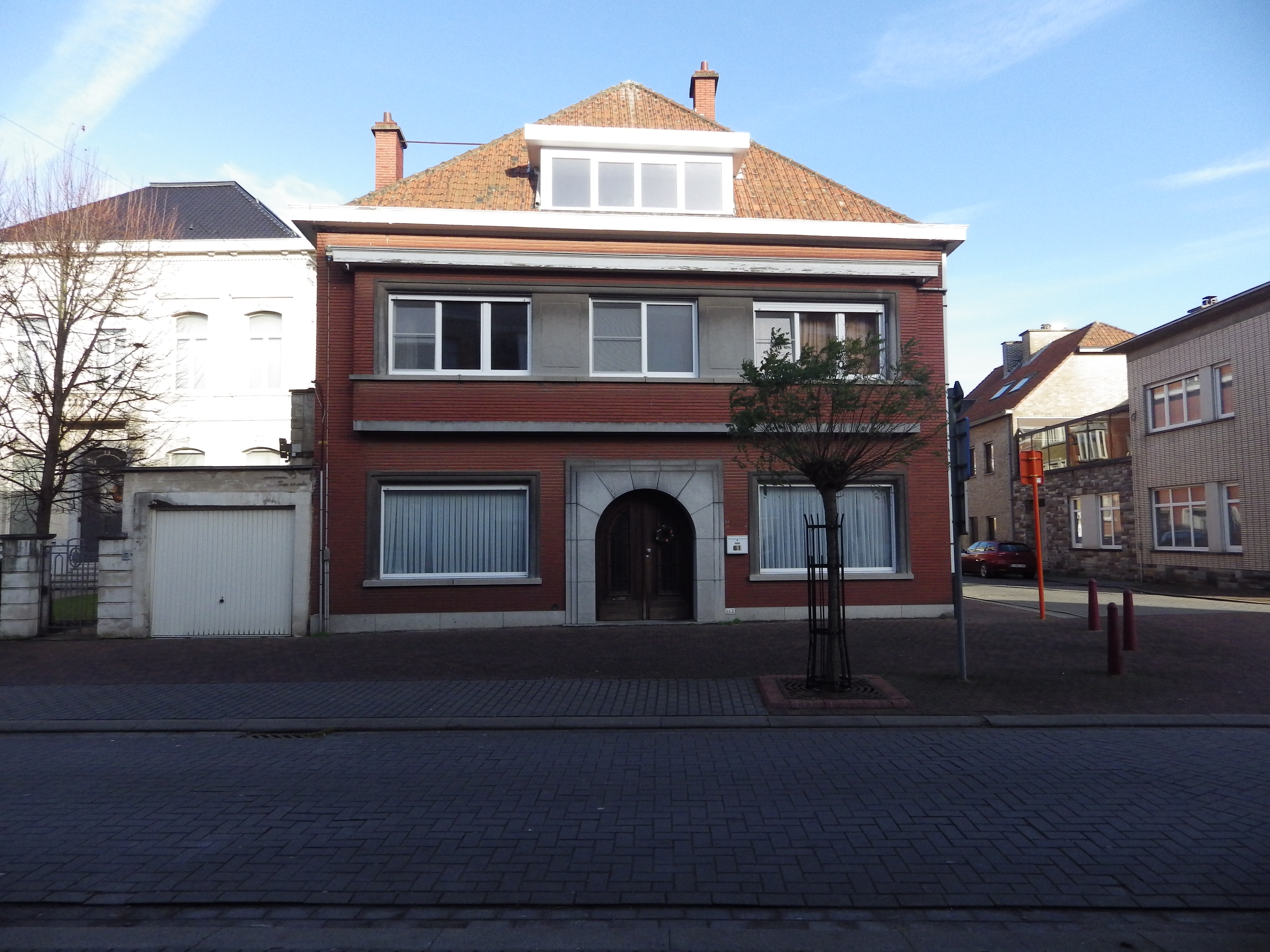
Huidige woning - Vroegere zaal: De Vlaamsche Leeuw, beter bekend als de Piuszaal, in de volksmond Pieszale
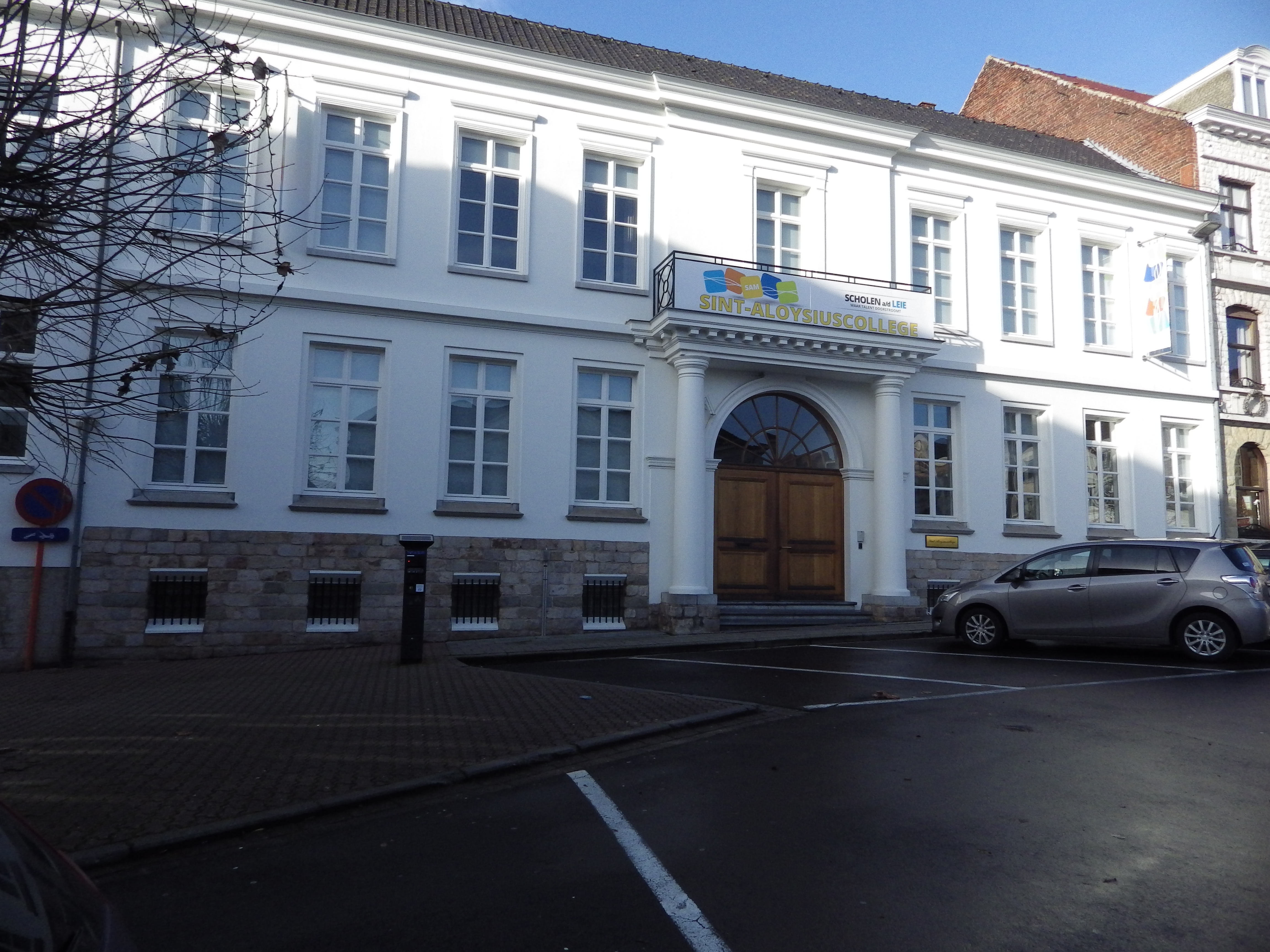
Ingang naar de theaterzaal van het Sint-Aloysiuscollege Menen.
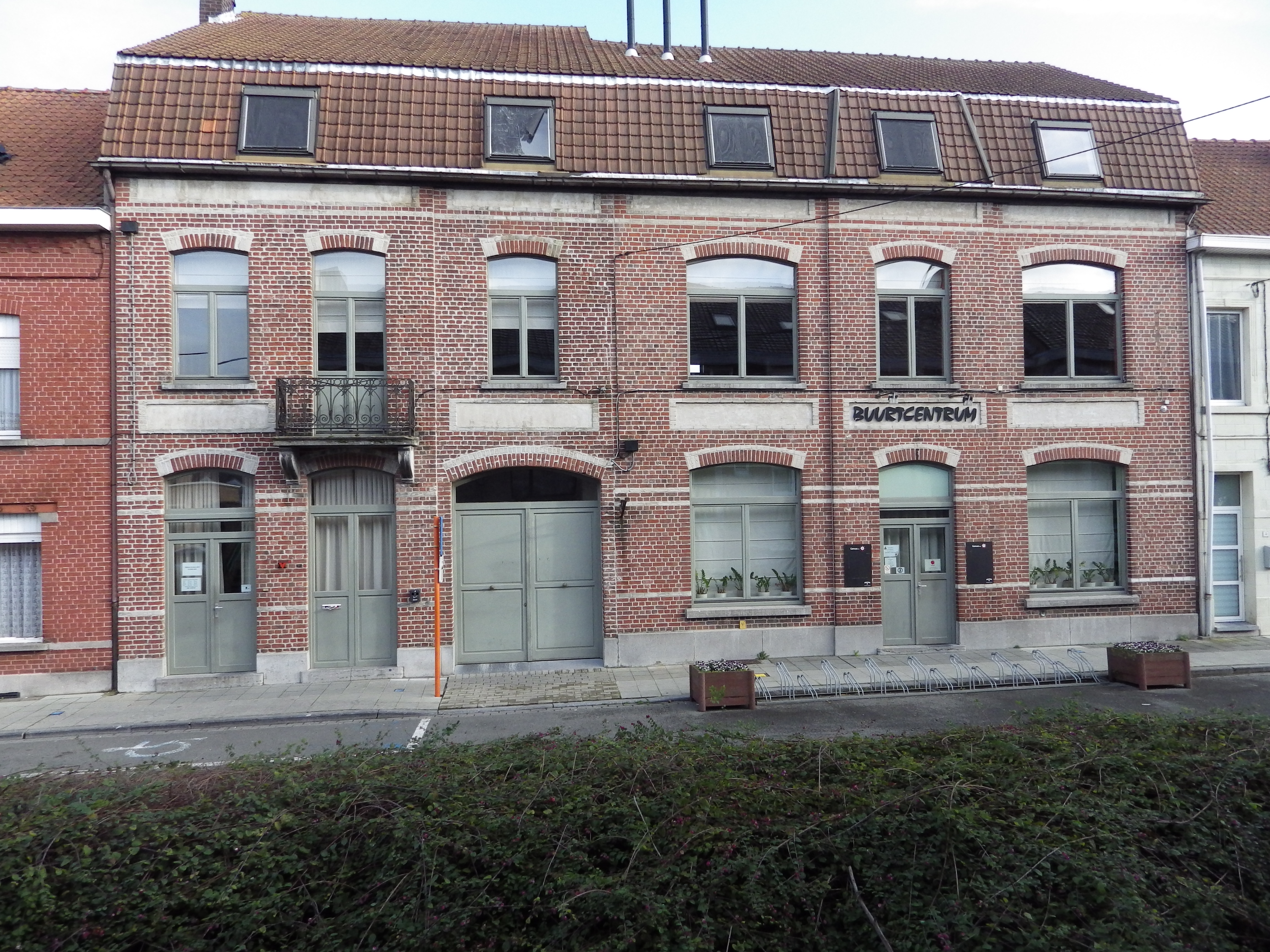
Buurtcentrum Menen - zaal Help U Zelve
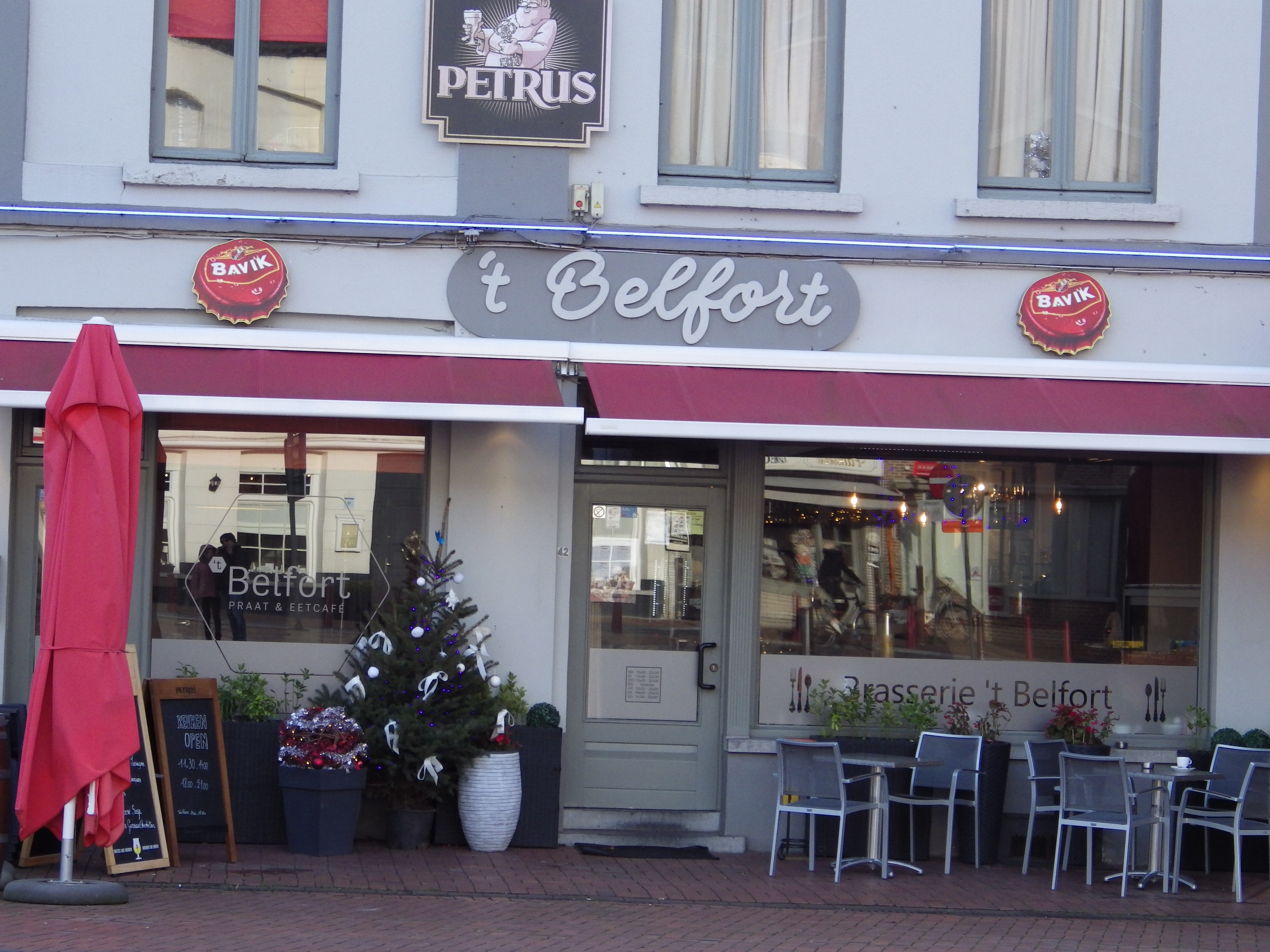
Café 't Belfort Menen - vergaderzaal voor ledenvergaderingen
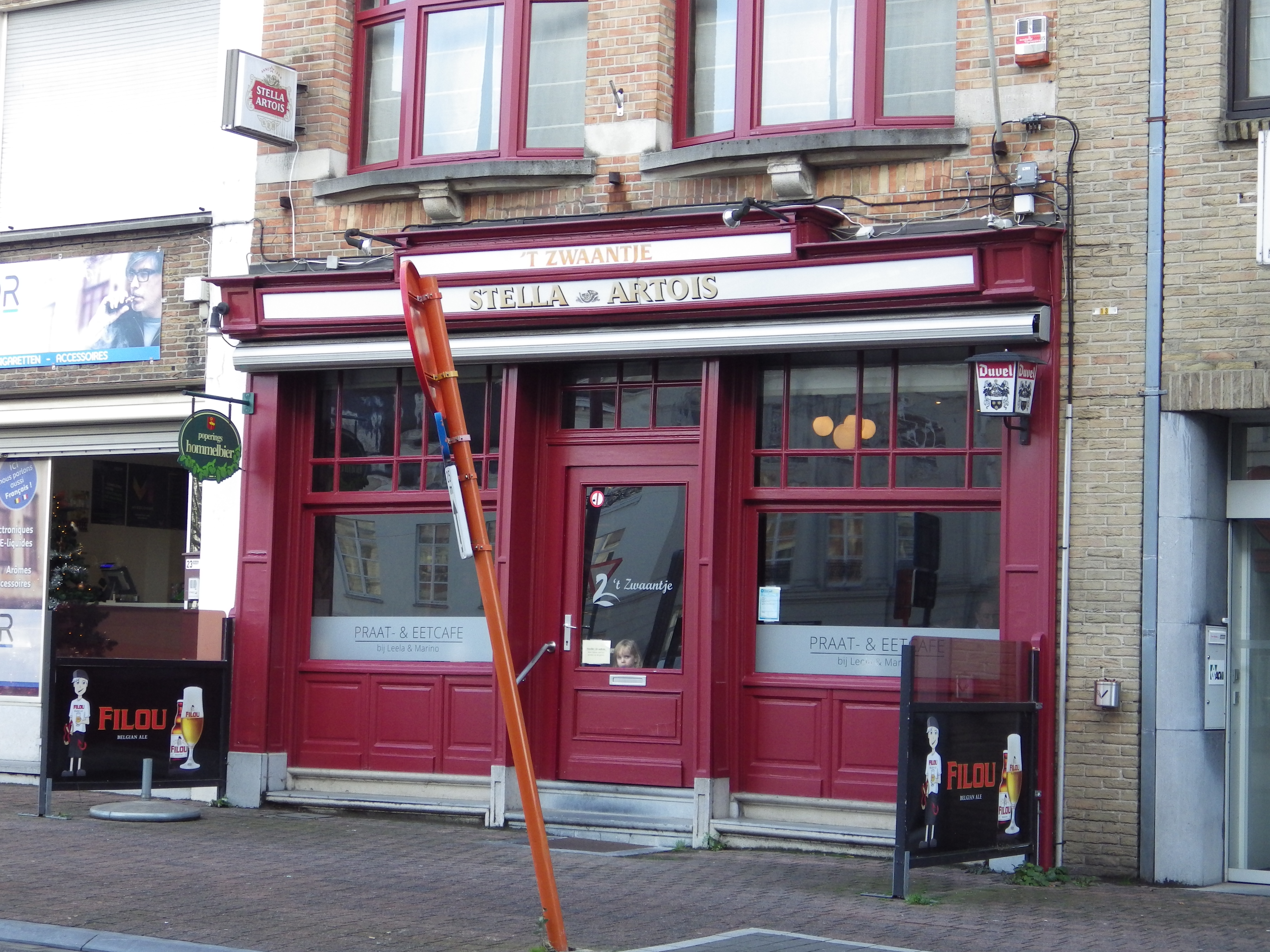
Café 't Zwaantje - Grote Markt Menen waar de ledenvergaderingen doorgingen.
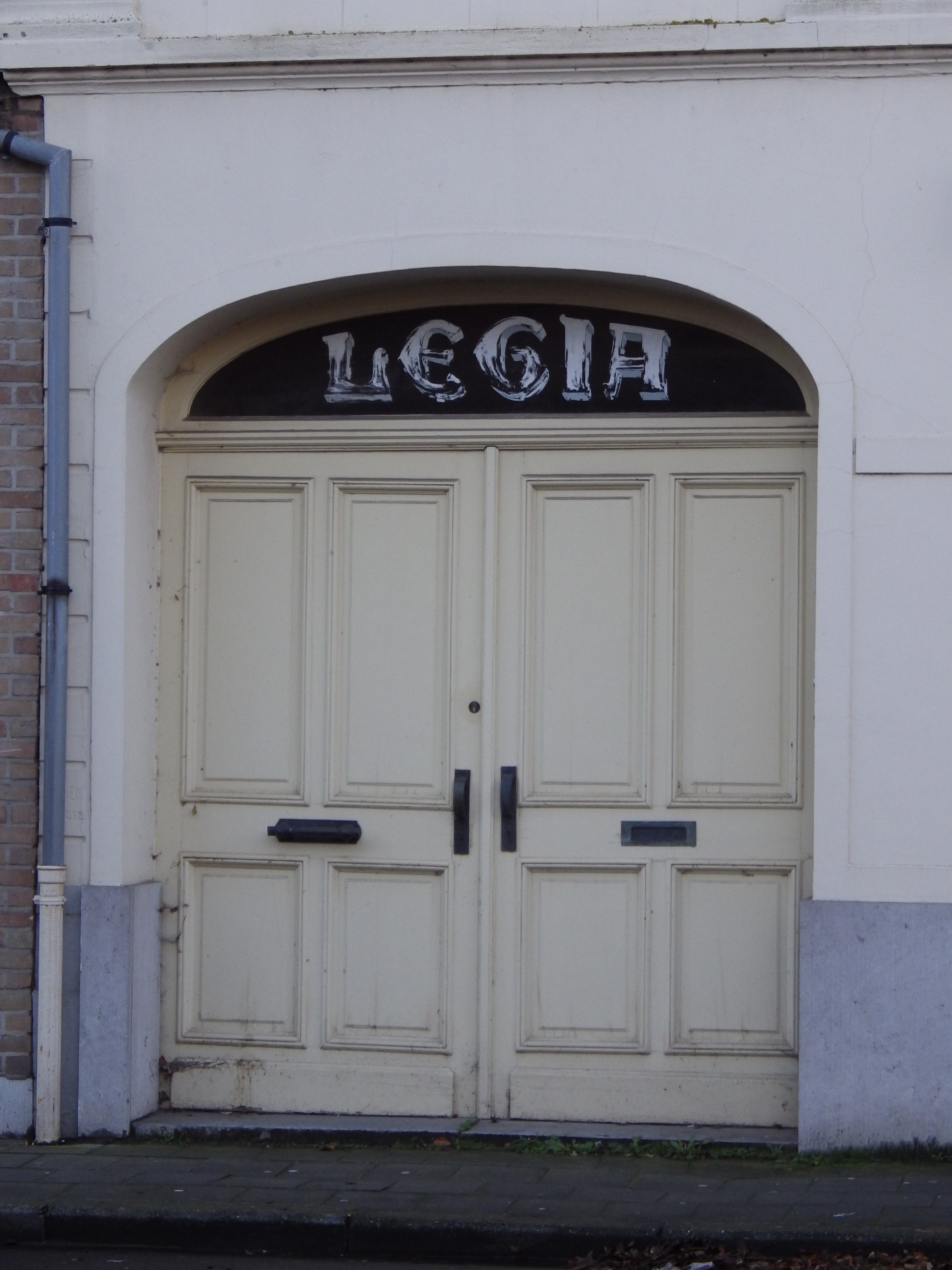
Ingang van de vroegere zaal Legia zoals die nu nog te zien is in de Sint-Jansmolenstraat Menen
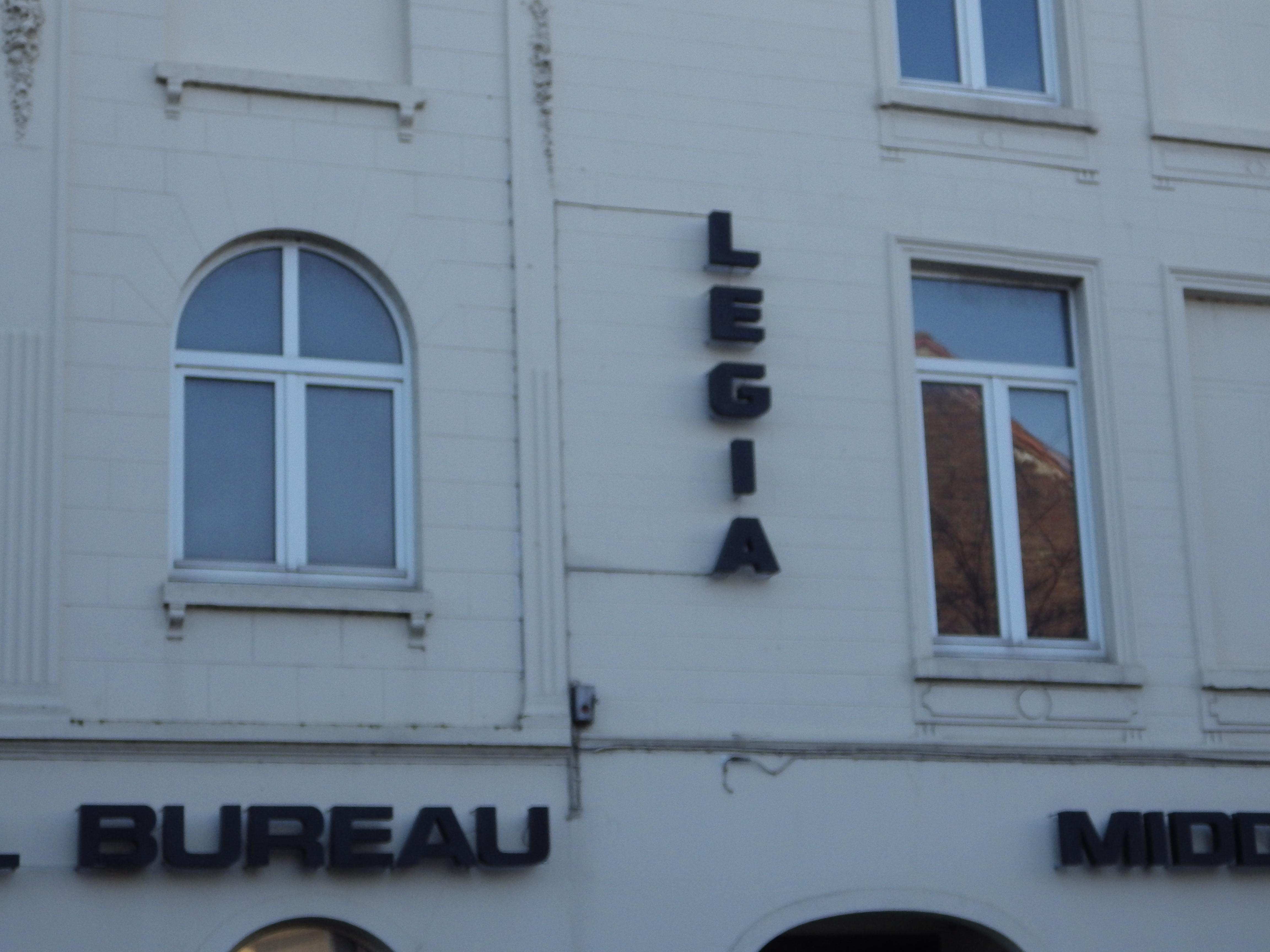
Het opschrift Legia op de gevel van het huidige gebouw herinnert nog aan de vroegere theaterzaal.
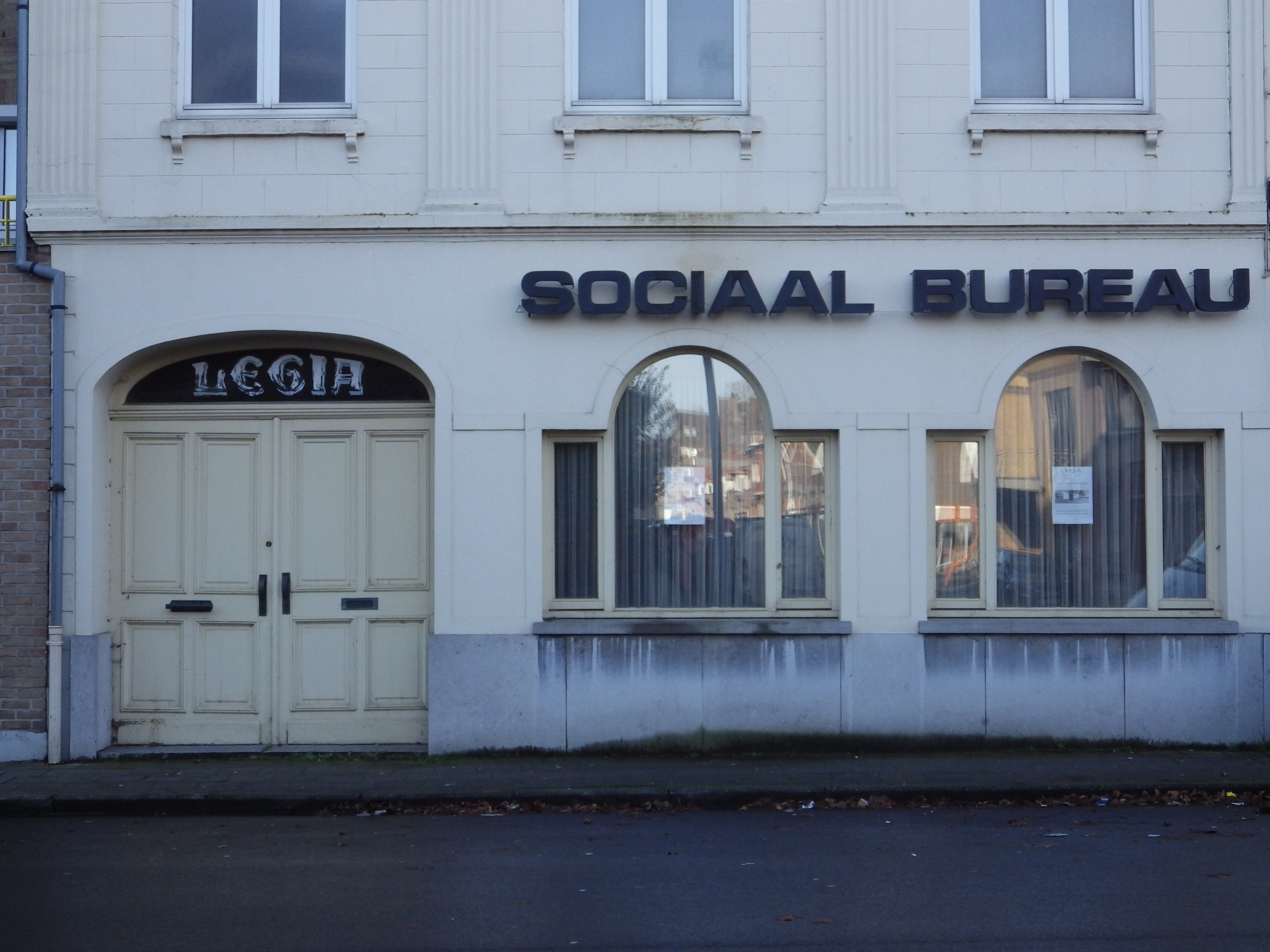
Sociaal Bureau Menen - Sint-Jansmolenstraat; Vroeger: Legia.
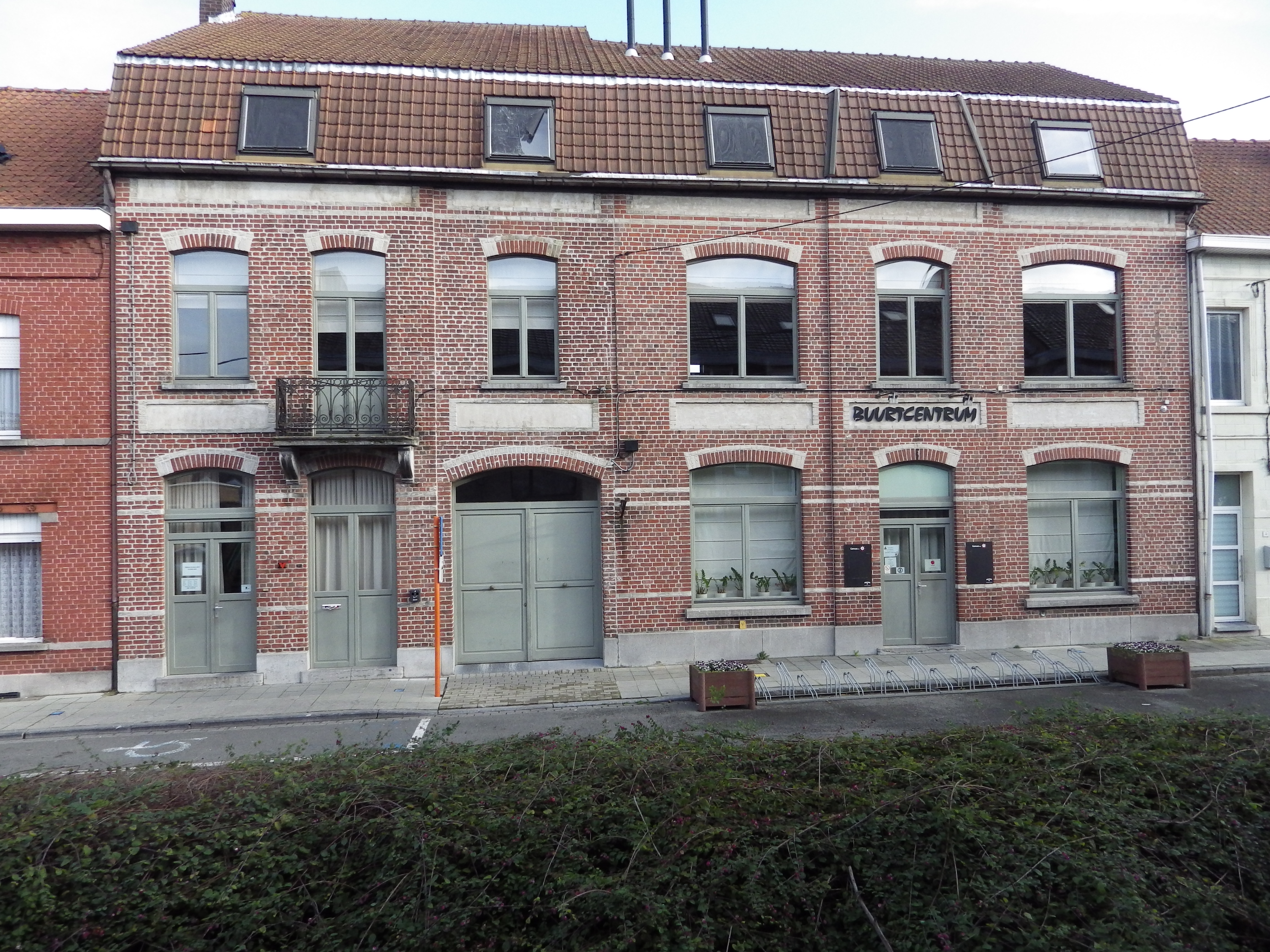
Buurtcentrum Menen - vroegere Help u Zelve
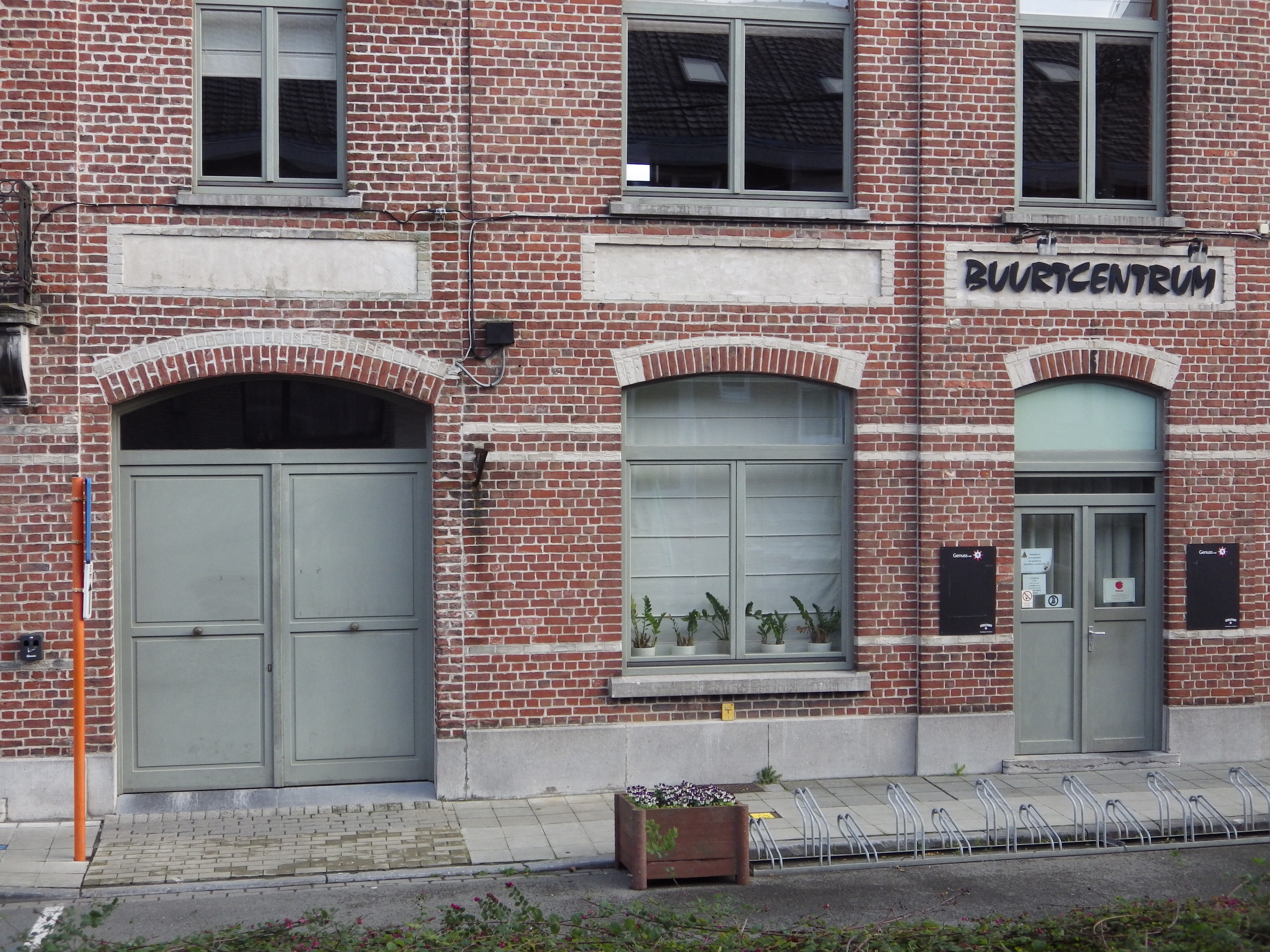
Ingang zoals die nu is aan de vroegere zaal Help U Zelve.
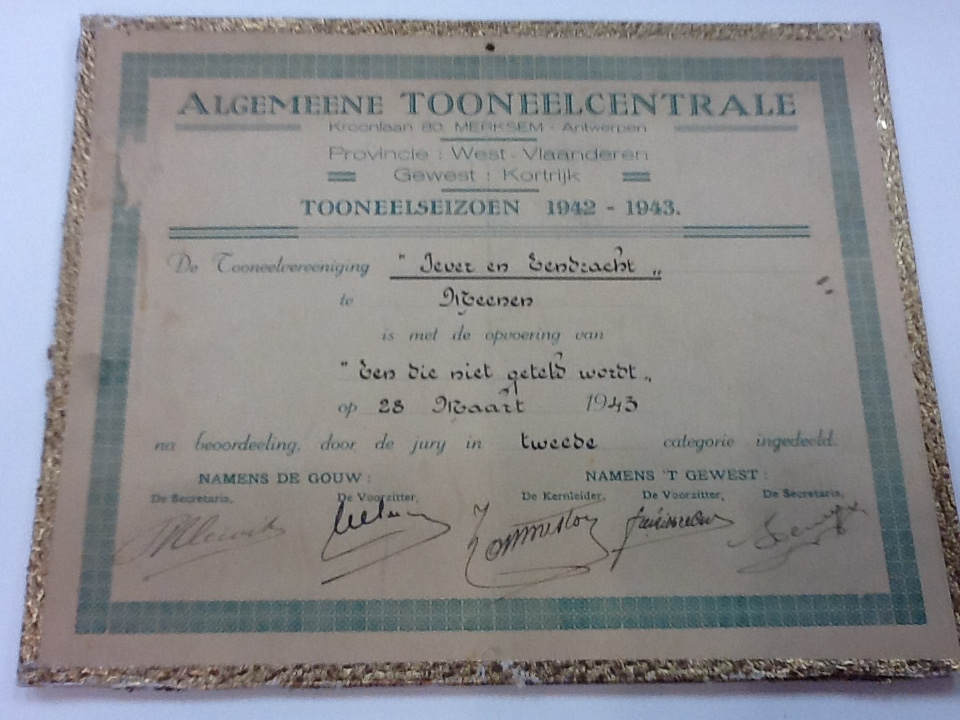
Attest van de Algemene Toneelcentrale met de melding dat Iever en Eendracht nu behoort tot 2de Categorie. Uitgereikt in 1942-1943
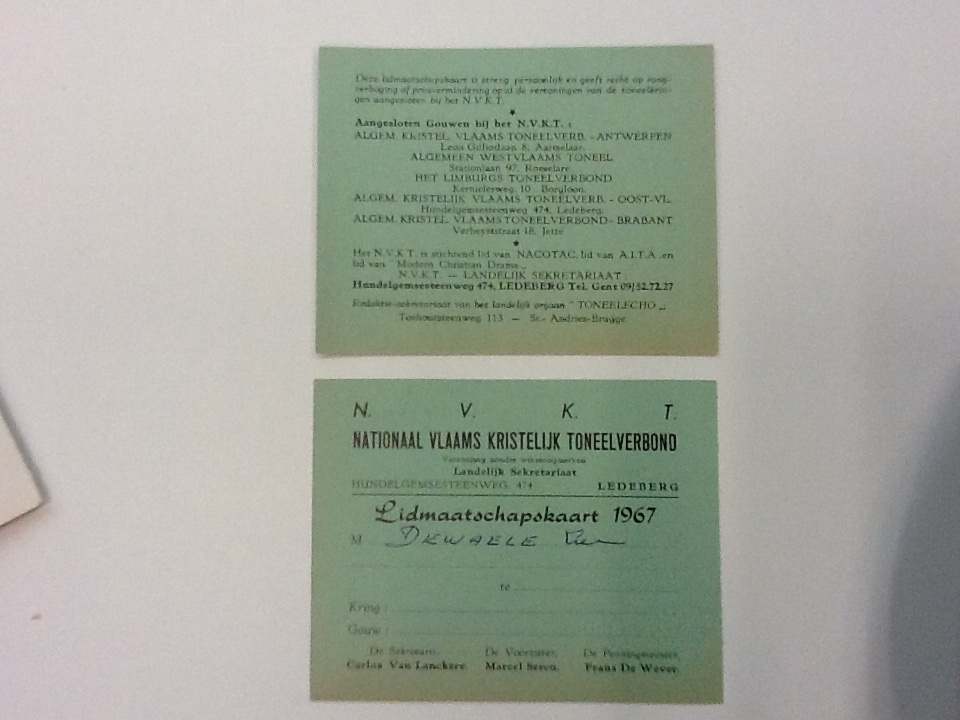
Voor en achterkant van een lidmaatschapskaart uit het jaar 1967
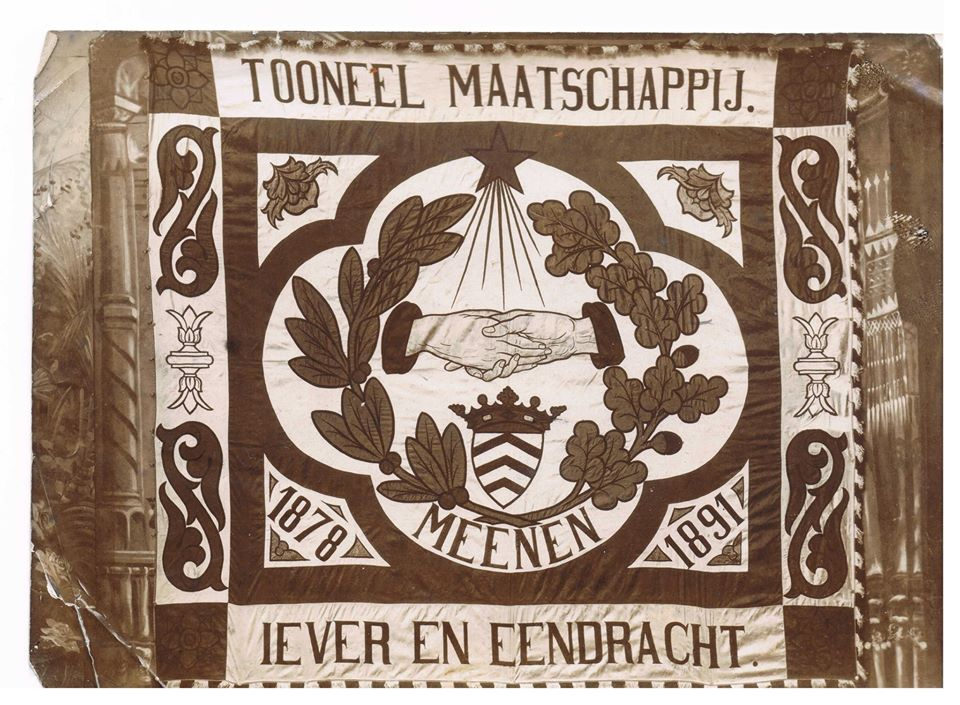
Vaandel ingewijd in 1891.
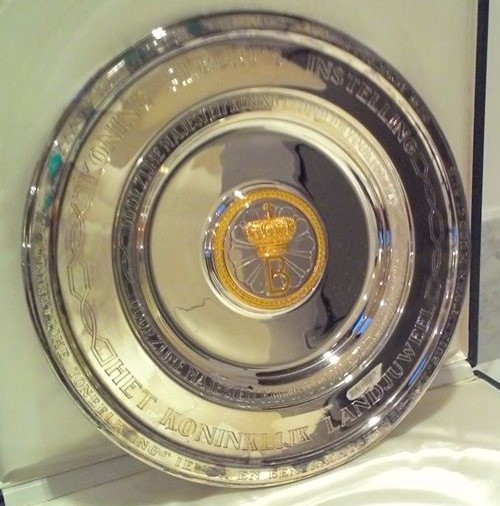
Beker (schaal) gewonnen in 1970 als laureaat van het Koninklijk Landjuweel
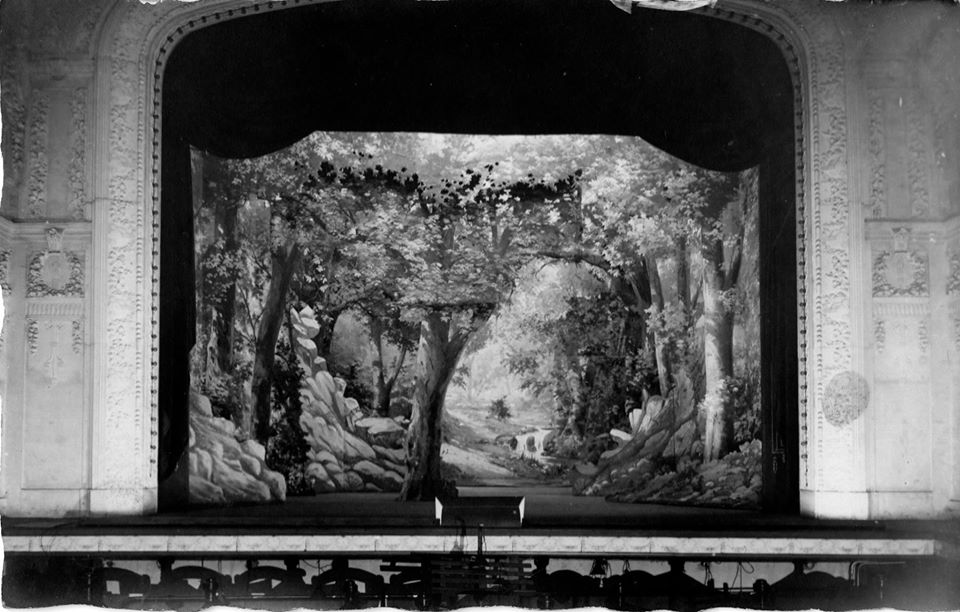
Scène van theaterzaal Legia Menen

## Goede doelen
De vereniging werd opgericht om met de opbrengsten armen, katholieke scholen en rampenfondsen te steunen. Sommige van die goede doelen waren:
- 1919: oprichting van een gedenkteken ter ere van de gesneuvelde Menenaars.
- 1956: bouw van de Sint-Janskerk op Ons Dorp in Menen.

## Prijzen en eretekens
De provinciale wedstrijd werd om de drie jaar georganiseerd. De volgende onderscheidingen mocht de vereniging op haar naam schrijven:
- 1943: provinciale AWT-wedstrijd: promotie naar 2de categorie
- 1946: provinciale AWT-wedstrijd: hoogste onderscheiding naar 1ste afdeling
- 1949: provinciale AWT-wedstrijd: promotie naar Ere-afdeling
- 1967: provinciale AWT-wedstrijd: promotie naar Ere-afdeling.

Sinds 1959 nam Iever en Eendracht deel aan de vierjaarlijkse Noordstarfondswedstrijden. Daar werden ze eenmaal laureaat en tweemaal tweede. 
In 1970 werden ze  met de hoogste onderscheiding laureaat in de jaarlijkse wedstrijd van het Landjuweel. 
Op 20 november 1988 kregen een aantal leden eretekens. Maria Deleye, de eerste vrouwelijke huisregisseur kreeg de zilveren palm in de kroonorde voor haar verdienste bij de vereniging.

## Leden
Veel Menenaars waren lid. Senator Albert Capelle was erevoorzitter en de laatste voorzitter was ook de enige vrouwelijke voorzitter, Agnes Matthys, toenmalig directeur van het Sint-Aloyssiuscollege Menen. 

### Opvallende leden
Veel bekende namen stonden ooit op de ledenlijst van de vereniging: Klaas Delrue, Wannes Cappelle, Sylvie Declercq (deelnemer aan het eerste seizoen van De Mol), Mathias Sercu (gastacteur) en Wouter Deprez.

### Regisseurs
In de jaren van het bestaan zijn er diverse regisseurs de revue gepasseerd. De vereniging werkte vooral met huisregisseurs maar deed ook beroep op Peter Bulckaen voor een gastregie.